# Peter Thomson (diplomate)
Pour les articles homonymes, voir Peter Thomson.
Peter Thomson, né en 1948 à Suva, est un diplomate fidjien.

## Biographie
Thomson est un Fidjien de cinquième génération du côté de sa mère, fils d'un administrateur colonial britannique, Sir Ian Thomson (qui fut secrétaire aux colonies dans les années 1960 puis Gouverneur des Îles Vierges britanniques), et de Lady Nancy Thomson.
Il commence ses études secondaires à Suva puis à la Natabua High School aux Fidji, puis il part étudier au Royaume-Uni à la célèbre Sevenoaks School, pionnière dans l'accueil d'élèves originaires d'autres pays dans les années 60. Il est diplômé en sciences politiques de l'Université d'Auckland en Nouvelle-Zélande et en sociologie du développement de l'université de Cambridge.
Peter Thomson est fonctionnaire dans l’administration fidjienne entre 1972 et 1987, où il est chargé du développement rural et des affaires étrangères. Il travaille ainsi aux Fidji, mais également au Japon et en Australie pendant cette période. Il démissionne de sa fonction de secrétaire permanent auprès du Gouverneur général des Fidji, Penaia Ganilau, à la suite du second coup d’État militaire de 1987. 
De 1988 à 2009, il travaille dans le secteur privé comme chef d’entreprise et conseiller en gestion et investissements spécialisé dans la région du Pacifique, et participe au développement des relations des Fidji avec la Nouvelle-Zélande et l'Australie.
Il occupe les fonctions de représentant permanent des Fidji auprès des Nations unies et d'ambassadeur des îles Fidji à Cuba de février 2010 à 2016. Il est président du conseil d'administration du Programme des Nations unies pour le développement (PNUD) de janvier 2014 à janvier 2015.
Le 13 juin 2016, il est élu président de l'Assemblée générale des Nations unies et prend ses fonctions lors de l'ouverture de la 71e session le 13 septembre suivant.